# Joren Seldeslachts
Joren Seldeslachts (Leuven, 16 augustus 1986) is een Vlaams acteur.

## Loopbaan
Seldeslachts begon als jeugdacteur in 1999 in een aantal films en televisieseries. Nadien volgde hij een Woordkunst-Dramaopleiding aan het Lemmensinstituut.
Seldeslachts werd vooral bekend van zijn titelrol in de Vlaamse jeugdfilms Blinker en Blinker en het Bagbag-juweel, verfilmingen van de boeken Blinker en de bakfietsbioscoop en Blinker en het BagBag-juweel van jeugdschrijver Marc de Bel.
Tussen 2003 en 2007 speelde hij vijf afleveringen mee in de sitcom F.C. De Kampioenen als Steven, de beste vriend van Billie Coppens (Rob Teuwen).
In 2015 en 2017 had Seldeslachts een hoofdrol als Alan Moerman in de twee seizoenen van de Vlaamse dramareeks Spitsbroers. In de reeks speelt hij de oudere broer van profvoetballer Dennis Moerman (Oscar Willems). Hij speelde nevenrollen in onder meer Beau Séjour en de politieseries Witse, Vermist, Code 37, 13 Geboden en De kraak.
Hij is vader van twee kinderen.

## Films
- Toy Story (1995) - Andy (stem)
- Blinker (1999) - Blinker
- Blinker en het Bagbag-juweel (2000) - Blinker
- Blind (2007) - Ruben Rietlander
- TBS (2008) - Tankstationmedewerker
- Brassica (kortfilm) (2008) - Luc
- Little Black Spiders (2012) - Dirk
- Tweesprong (kortfilm) (2012) - Maxime
- Amias (kortfilm) (2013) - Amias
- Rue Royale (kortfilm) (2013) - Flynn
- Alles komt terug (kortfilm) (2014) - Karel
- Getekend, Lente (kortfilm) (2014) - Louis
- Image (2014) - Willem
- A broken man (kortfilm) (2015) - Adriaan
- Eefje donkerblauw (kortfilm) (2015) - Koning Goudgeel
- In goede en kwade dagen (kortfilm) (2016) - Gert
- Twist (kortfilm) (2016) - jonge Ethaar
- Fifty Fifty (kortfilm) (2016) - Bram
- Alleen Eline (2017) - Wannes
- Façades (2017) - postbode
- Baantjer: het begin (2019) - als Korneel Mertens
- Torpedo (2019) - Filip
- Paradise Drifters (2020) - Ivan
- Week 97 (kortfilm) (2023) - Dirk
- The Last Front (2024) - Enzo

## Televisie
- Wittekerke (2001) - Pestkop
- Flikken - Wapenbezit (2001) - Jurgen
- Familie (2002) - Tony
- Sedes & Belli - Vluchtmisdrijf (2003) - Enzo Buys
- FC De Kampioenen (2003, 2005, 2007) - Steven
- Witse (2006) - Joris Serneels
- Code 37 (2009) - Tim Vlaeminck
- Dubbelleven (2010-2011) - Maarten Nuyens
- Vermist (2010) - Niels Reinolds
- Aspe (2012) - Sean Steegmans
- Zone Stad (2013) - Remco Taelman
- The White Queen (2013) - Karel de Stoute
- In Vlaamse velden (2014) - Ludovic Snyders
- Aspe (2014) - Pieter Desutter
- De zonen van Van As (2014, 2017) - Jasper
- Nieuw Texas (2015) - Stan Vrancken
- Spitsbroers (2015, 2017) - Alan Moerman
- T. (2015) - Carl De Neve
- Coppers (2016) - Davy Nauwelaerts
- Vermist (2016) - Jurgen Roels
- De Ridder (2016) - Steffen Daens
- Beau Séjour (2017) - Charlie Vinken
- Gent-West (2017) - Rens
- Unité 42 (2017) - Benoît Decker
- 13 Geboden (2018) - Lou Dobbeleers
- De infiltrant (2018) - Stijn Vranckx
- The Team (2018) - Thomas
- Mirage (2020) - Steven
- Baantjer: Het Begin (2020) - Korneel Mertens
- Parlemant (2020) - Lucas Iris
- Red Light (2020-2021) - Gust Rombout
- Swanenburg (2021–2024) - Victor Devos
- Mijn Slechtste Beste Vriendin (2021-2022) - Henry Starck
- Fair Trade (2021) - Carlo
- De Kraak (2021) - Andy Seghers
- De Bunker (2022) - Tim Huysmans
- Zijn daar geen beelden van? (2022) - diverse rollen
- Geldwolven (2022) - Chris De Wolf
- Assisen (2024) - Jonas Pintens
- Kameleon (2024) - Davve

## Theater
- Grote Vis - Lemmensinstituut
- Dagelijks Brood - Lemmensinstituut
- Medea - De Queeste
- Biechten - 't Arsenaal
- Weerkeer en Spiegelman - Kollektief D&A
- Trojaanse Helden - Kollektief D&A
- A game of you - Ontroerend Goed
- Kat op een heet zinken dak - De Spelerij
- Béatrice en Benedict - Walpurgis
- Romeo en Julia - Kollektief D&A
- Europa in de Herfst - Theater Malpertuis
- As you like it - Theater de Toekomst